# التعليم في غزة
التعليم في غزة يواجه تحديات غير مسبوقة نتيجة الأوضاع السياسية والاقتصادية والإنسانية الصعبة.
خلال العقود التي سبقت الحروب المتكررة وبدأ الحصار، شهدت جامعات غزة فترة من الازدهار الأكاديمي والبنيوي، خاصة ما بين أواخر التسعينيات وحتى بداية العشرينيات.

## ازدهار التعليم المدرسي في غزة قبل الحرب

### مؤشرات الازدهار المدرسي (1995–2014)
| المؤشر                         | القيمة/الوصف                                            |
| ------------------------------ | ------------------------------------------------------- |
| عدد المدارس                    | حوالي 700 مدرسة (حكومية، أونروا، وخاصة) حتى عام 2014    |
| نسب الالتحاق                   | ما بين 94% إلى 97% للأطفال في سن التعليم الابتدائي      |
| معدل الإلمام بالقراءة والكتابة | أكثر من 96% لمن هم بين 15 و24 عامًا                      |
| عدد الطلاب                     | تجاوز 500,000 طالب وطالبة في المراحل الأساسية والثانوية |
| نسب التعليم بين الجنسين        | شبه متساوية، مع تفوق الفتيات في بعض المواد              |

## أنواع المدارس في غزة
1. المدارس الحكومية
  - تديرها وزارة التربية والتعليم الفلسطينية.
  - تمثل ما يقارب 60% من المدارس في غزة.
  - تتميز بكوادر تعليمية مدرّبة ومنهج وطني فلسطيني.
2. مدارس الأونروا (وكالة الغوث)
  - تخدم اللاجئين الفلسطينيين وتشكل حوالي 35% من المدارس.
  - معروفة بانضباطها وجودة التعليم ومرافقها النظيفة نسبيًا.
  - بلغ عدد طلابها أكثر من 280,000 في غزة حتى 2023.[2]
3. المدارس الخاصة والدينية
  - أقلية من حيث العدد (5%)، لكنها تميزت بالجودة الأكاديمية وارتباطها أحيانًا بجهات مانحة أو مؤسسات أهلية.

## ملامح التميز في التعليم المدرسي
- البنية التحتية: بناء مئات المدارس الجديدة في مطلع الألفينات بدعم محلي ودولي.
- نظام الفترتين: لضمان استيعاب جميع الطلاب رغم النمو السكاني.
- تفوق الطالب الغزي: احتل طلبة غزة مراتب متقدمة في نتائج الثانوية العامة (التوجيهي) على مستوى فلسطين.
- مشاركة المرأة: بلغت نسبة المعلمات والطالبات في التعليم الأساسي أكثر من 50%.[2]

## التعليم النوعي والمبادرات
- أنشطة إثرائية: مسابقات علمية، ومهرجانات ثقافية، ونوادٍ مدرسية.
- مشاريع تعليمية مدعومة: مثل مشروع “الطالب المتميز”، و“الصف التفاعلي” في بعض المدارس.
- دمج التكنولوجيا: إدخال مختبرات الحاسوب والسبورات الذكية في بعض المدارس الحكومية والخاصة بدعم أوروبي.[3]

“رغم كل التحديات، كانت مدرستي بيتًا ثانيًا. تعلمنا فيها الحلم، والإصرار، والمثابرة”

 — طالبة من مدرسة تابعة للأونروا، دفعة 2013.

## أبرز الجامعات وفترات نهوضها

### الجامعة الإسلامية – أول منشأ أكاديمي محلي (1978)
- تأسست عام 1978 وكانت أول جامعة مستقلة في غزة.
- نمت لتشمل 11 كلية وإمكانات لمنح شهادات تصل إلى الدكتوراه، مع دعم بحوثي ومركز طبي تابع.
- بحلول 2023، تجاوز عدد طلابها 17,874، بجودة تعليمية عالية ومرافق متقدمة.

### جامعة الأزهر (1991)

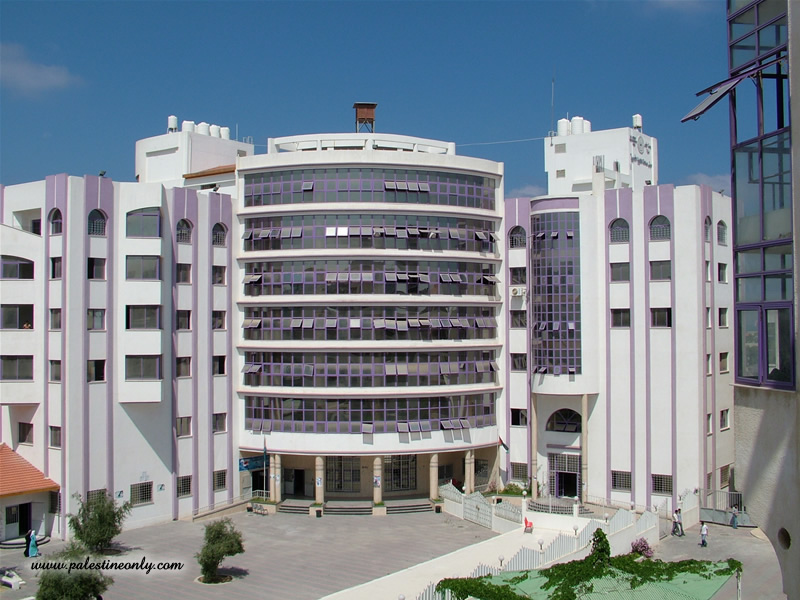
جامعة الازهر مبني الكليات الادبية

- انطلقت عام 1991 ومع تعاون مع اليونيسكو والأزهر المصري.[4]
- امتلكت 12 كلية وتخصصات تشمل الطب، الصيدلة، الهندسة، والبيئة، وتدرب بها نحو 16,000 طالب و700 دراسات عليا.

### جامعة الأقصى (تطور من 1955 وأُعتمدت في 2001)
- تحوّلت من معهد معلمين إلى جامعة شامخة تُقدّر بنحو 26,000 طالب وألف موظف أكاديمي.
- أسست مختبرات ومعامل حديثة، وكانت قبلة لتخصصات متنوعة قبل تضررها في 2024.

### جامعة فلسطين (2005) والكلية الجامعية للعلوم التطبيقية – (1998)

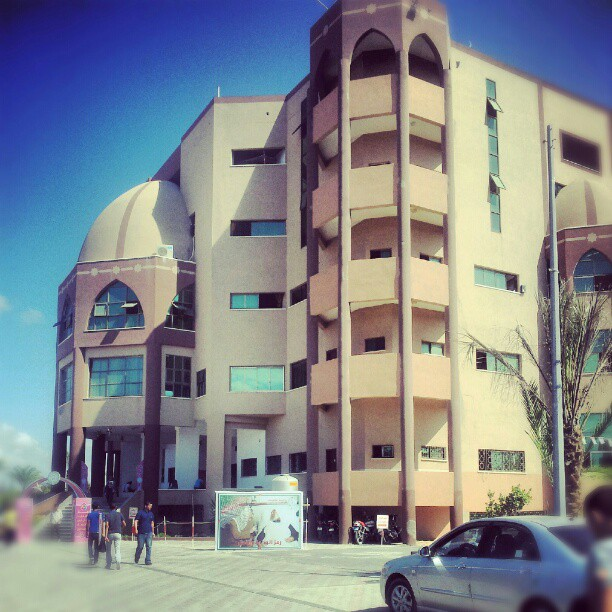
جامعة فلسطين.

- جامعة فلسطين ضمّت أكثر من 6,000 طالب ضمن ثلاث كليات.[5]
- الكلية الجامعية للعلوم التطبيقية (UCAS) جذبت حوالي 8,500 طالب في تخصصات التقنية والصحة، مع حاضنات مشاريع ناجحة قبل التدمير عام 2023.

## ملامح ازدهار التعليم الجامعي ما قبل 2007
- انتشار التعليم العالي: أكثر من 18 مؤسسة جامعية خاصة وعامة، تضم نحو 80,000 طالب.[6]
- تنوع التخصصات والبحث العلمي: وجود كليات الطب والهندسة والإعلام، ومختبرات متطورة، وخدمات طلابية عدة.
- رعاية الشباب وتمكين المرأة: جامعات مثل الإسلامية والأزهر منحت منحًا لكثير من الطلبة ذوي الإعاقة ورفعن نسبة مشاركة المرأة في التعليم.
- جدارة أكاديمية في أزمات: رغم الحصار بدأ خريجون يحصدون جوائز ونشر أبحاث واكتسبوا شهادات عليا في الخارج، ما زاد من قوتهم المعرفية وبناء قدراتهم.[7]

## الوضع التعليمي في غزة

### المدارس والتعليم الأساسي
- عدد المدارس: قبل الحرب الأخيرة، كان هناك أكثر من 1,200 مدرسة حكومية وخاصة، تخدم حوالي 600,000 طالب.
- الدمار الناتج عن الحرب: في أكتوبر 2023، توقفت الدراسة بشكل كامل بعد تدمير 123 مدرسة وجامعة بشكل كامل، و335 بشكل جزئي، إضافة إلى مقتل أكثر من 750 من المعلمين والعاملين في القطاع التعليمي.[8]
- العودة إلى المدارس: رغم الدمار، عاد مئات الآلاف من الطلاب إلى مدارسهم، متحدين الظروف القاسية، حيث افتقدوا الكتب والزي المدرسي، ولكنهم أصروا على مواصلة تعليمهم.[9]

### التعليم العالي
- الجامعات: تعرضت الجامعات مثل "الإسلامية" و"الأزهر" للقصف والدمار، مما أدى إلى توقف الدراسة في العديد من الكليات.[10]
- التحديات: تواجه الجامعات صعوبة في استئناف الدراسة بسبب الدمار الواسع، مما يؤثر على مستقبل التعليم العالي في القطاع.

### التعليم عن بُعد
- المنصات الإلكترونية: تم استخدام منصات مثل "Teams" و"Wise School" لضمان استمرار العملية التعليمية، رغم التحديات التقنية.[11]
- الصعوبات: يواجه الطلاب صعوبة في الوصول إلى الإنترنت، مما يؤثر على فعالية التعليم عن بُعد.

## التحديات الرئيسية

### الدمار المادي
- المدارس والمرافق: تدمير أكثر من 70% من المدارس والجامعات، مما أدى إلى فقدان البنية التحتية التعليمية.[12]

### الظروف النفسية
- الطلاب والمعلمون: تعرض العديد من الطلاب والمعلمين لصدمات نفسية نتيجة الحرب، مما يؤثر على قدرتهم على التركيز والتعلم.

### الظروف الاقتصادية
- الفقر: يعيش أكثر من 53% من سكان غزة تحت خط الفقر، مما يجعل من الصعب على الأسر تحمل تكاليف التعليم.

### انقطاع الكهرباء
- التأثير على الدراسة: انقطاع الكهرباء لفترات طويلة يؤثر على قدرة الطلاب على الدراسة، خاصة في ظل الاعتماد على الإنترنت.

## الحلول والجهود المبذولة

### إعادة بناء المدارس
- الجهود الحكومية والدولية: تعمل وزارة التربية والتعليم بالتعاون مع المنظمات الدولية على إعادة بناء المدارس المتضررة.[13]

### الدعم النفسي
- برامج الدعم: تقديم برامج دعم نفسي للطلاب والمعلمين لمساعدتهم على التعامل مع الصدمات النفسية.[14]

### التعليم البديل
- المدارس المؤقتة: إنشاء مدارس مؤقتة في الخيام لضمان استمرار التعليم.

### الدعم المالي
- المساعدات: تقديم مساعدات مالية للأسر الفقيرة لضمان عدم تسرب الأطفال من التعليم.[15]

## التعليم في غزة: بين الصمود والتحديات
قطاع غزة، هذا الشريط الساحلي الصغير الذي يقطنه أكثر من مليوني نسمة، يعاني من أزمات متراكمة نتيجة الحصار المفروض عليه منذ أكثر من 17 عامًا، إضافة إلى الحروب المتكررة. ورغم ذلك، يظل التعليم أحد أبرز ميادين الصمود والمقاومة المدنية في غزة.

### نظام التعليم في غزة

#### الجهات المشرفة
1. وزارة التربية والتعليم الفلسطينية
2. وكالة الأمم المتحدة لإغاثة وتشغيل اللاجئين الفلسطينيين (الأونروا)
3. المدارس الخاصة

#### مراحل التعليم
- رياض الأطفال: غير إلزامية، وتديرها مؤسسات خاصة وأهلية.
- المرحلة الأساسية (الصف 1-10): إلزامية ومجانية.
- المرحلة الثانوية (الصف 11-12): تنقسم إلى:
  - الأكاديمي (علمي/أدبي)
  - المهني/الصناعي/التجاري
- التعليم العالي: يشمل الجامعات والكليات التقنية والمهنية.

### إحصائيات وأرقام (حتى 2023 تقريبًا)
- عدد الطلبة: أكثر من 600,000 طالب وطالبة.[17]
- عدد المدارس:
  - حكومية: أكثر من 400 مدرسة.
  - الأونروا: نحو 280 مدرسة.
  - خاصة: حوالي 50 مدرسة.
- الجامعات الرئيسية:
  - الجامعة الإسلامية
  - جامعة الأزهر
  - جامعة الأقصى
  - جامعة غزة
  - الكلية الجامعية للعلوم التطبيقية
- معدل الأمية: من بين الأدنى في الشرق الأوسط (أقل من 3%).

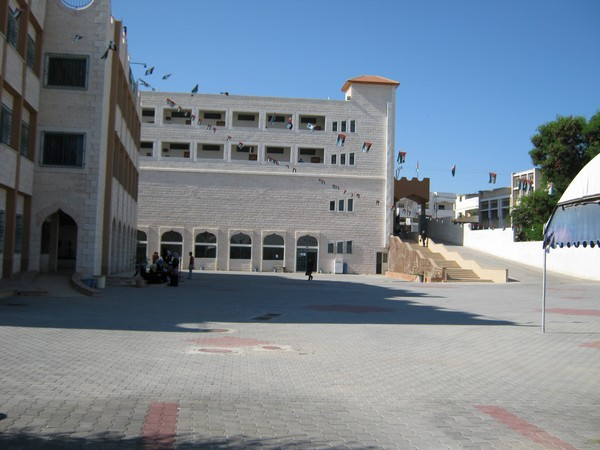
جانب من الحرم الجامعي من جامعة غزة.

### التحديات التي تواجه التعليم في غزة

#### العدوان المتكرر
- تدمير المدارس والجامعات.
- استشهاد وجرح الطلبة والمعلمين.
- تحويل المدارس إلى مراكز إيواء.

#### الحصار وانقطاع الكهرباء
- نقص في الكتب، اللوازم، والمختبرات.
- عدم القدرة على استخدام التكنولوجيا في التعليم.
- صعوبة التعليم الإلكتروني.

#### الاكتظاظ المدرسي
- وجود أكثر من 90 طالبًا في بعض الصفوف.
- نظام "الفترتين" (صباحي/مسائي) في مدارس الأونروا.[18]

#### الأزمة الاقتصادية
- ضعف الرواتب وانخفاض جودة الحياة للمعلمين.
- تسرب بعض الطلبة للعمل لمساعدة أسرهم.

#### الأثر النفسي
- اضطرابات نفسية لدى الطلبة جراء الحرب والفقر.
- نقص في خدمات الدعم النفسي المدرسي.

### مبادرات الصمود والإبداع
- مسابقات علمية محلية ودولية، يشارك فيها طلبة من غزة ويحققون جوائز.
- مشاريع تكنولوجية ومبادرات شبابية رغم الحصار.
- جهود من مؤسسات محلية ودولية لإعادة إعمار المدارس وتحسين البنية التحتية.

### التعليم الجامعي والتقني
- يعاني من نقص التمويل والمعدات.
- بعض البرامج الأكاديمية مهددة بالتوقف بسبب نقص الكوادر أو المعدات.
- رغم ذلك، الطلاب الغزيون يحققون تفوقًا أكاديميًا في مسابقات دولية.

### التعليم خلال الأزمات والطوارئ (مثل الحرب وكورونا)
- اعتماد التعليم عن بعد رغم ضعف الإنترنت.
- توزيع مواد تعليمية مطبوعة للطلبة في المناطق المحاصرة.
- دعم نفسي وتعليمي عبر مبادرات تطوعية.

## نظرة محدثة على التعليم في غزة (يونيو 2025)

### تدمير واسع للبنية التعليمية
- أكثر من 90% من المدارس والجامعات في غزة تعرض للتدمير أو الأضرار بحسب تقرير لجنة الأمم المتحدة المستقلة.[19]
- وفقًا للأمم المتحدة، 658,000 طفل باتوا خارج المدارس منذ بدء التصعيد الأخير.[20]

### خسائر بشرية كارثية
- حتى مارس 2024، قُتل 5,479 طالبًا و261 معلمًا جراء الهجمات.[21]
- تقارير لاحقة تشير إلى أكثر من 13,000 طفل قتلوا، ونحو 25,000 جريحًا، إضافة إلى تفاقم سوء التغذية بينهم.[22]

### تعطّل التعليم وإقفاله التام
- أغلق النظام التعليمي بالكامل منذ أكتوبر 2023، بحرم 625,000 – 658,000 مدرس وطالب من الدراسة.
- 87–95% من المباني التعليمية تعرضت للضرب أو الضرر.[23]

### المدارس كملاجئ والمزيد من الأضرار
- تحوّلت معظم المدارس لمراكز إيواء، مع تزايد استهدافها؛ وقد حُددت 212 إصابة مباشرة وتدمير 4 مدارس كليًّا بنهاية مارس 2024.[24]

### انعدام البدائل التعليمية
- محاولات التعليم الإلكتروني والمؤقتة ظهرت، لكن مع نقص في الأجهزة والإنترنت والكهرباء، وشح للموارد .
- تطلب التعليم الخاص أو المساعد الخارجي، ما ترك آلافًا من الطلاب خارج نطاقه محرومين من أي تعلّم .

| المحور                   | البيانات الرئيسية                               |
| ------------------------ | ----------------------------------------------- |
| نسبة المباني المتضررة    | 90–95 % من المدارس والجامعات                    |
| عدد الطلاب خارج التعليم  | 625,000 – 658,000 طفلاً                          |
| عدد الطلاب القتلى بـ2024 | 5,479 طالب + تقارير لاحقة: >13,000 طفل          |
| البدائل الفعلية للتعليم  | قليلة ومؤقتة، ولا تغطي سوى نسبة صغيرة من الطلاب |